# Černolice
Černolice település Csehországban, Nyugat-prágai járásban. Černolice Líšnice, Dobřichovice, Všenory, Řitka és Jíloviště településekkel határos. Lakosainak száma 588 fő (2024. január 1.).

## Népesség
A település lakosságának változását az alábbi diagram mutatja:
| Lakosok száma | 372  | 411  | 354  | 355  | 198  | 179  | 443  | 477  | 526  | 588  |
|               | 1869 | 1890 | 1921 | 1950 | 1980 | 2001 | 2017 | 2019 | 2022 | 2024 |